# Marija Sjarapova
Marija Jurjevna Sjarapova (russisk: Мари́я Ю́рьевна Шара́пова, født 19. april 1987 i Njagan i Khanty-Mansíjskij autonome okrug, Sovjetunionen) er en kvindelig russisk tennisspiller. Hun vandt sin første Grand Slam-titel i 2004, da hun i en alder af bare 17 år vandt Wimbledon efter at have slået Serena Williams i finalen. Fra d. 22. august 2005 nåede hun førstepladsen på verdensranglisten, en plads hun, med en enkelt uges afbrydelse, holdt i 7 uger. I 2006 vandt hun sin anden Grand Slam-titel, da hun vandt US Open med en finalesejr over Justine Henin.
Sjarapova vandt sin tredje Grand Slam titel i 2008, hvor hun i Australian Open-finalen slog Serbiens Ana Ivanović i to sæt (7-5, 6-3).
Sjarapova er i dag verdens bedst betalte kvindelige atlet, ikke mindst på grund af nogle særdeles lukrative sponsoraftaler og reklamekontrakter.

## Grand Slam-resultater (Single)
| Turnering       | 2003 | 2004 | 2005 | 2006 | 2007 | 2008 | 2009 | 2010 | 2011 | 2012 | 2013 | 2014 | 2015 | 2016 | 2017 | 2018 |
| Australian Open | 1    | 3    | SF   | SF   | TF   | V    | -    | 1    | 4    | TF   | SF   | 4    | TF   | KF   | -    | 3    |
| French Open     | 1    | KF   | KF   | 4    | SF   | 4    | KF   | 3    | SF   | V    | TF   | V    | 4    | -    | -    |      |
| Wimbledon       | 4    | V    | SF   | SF   | 4    | 2    | 2    | 4    | TF   | 4    | 2    | 4    | SF   | -    | -    |      |
| US Open         | 2    | 3    | SF   | V    | 3    | -    | 3    | 4    | 3    | SF   | -    | 4    | -    | -    | 4    |      |

Tegnforklaring:
– = Ikke deltaget, kv = Slået ud i 1. runde efter at have vundet kvalifikationsturneringen, 1 = Slået ud i 1. runde, 2 = Slået ud i 2. runde, 3 = Slået ud i 3. runde, 4 = Slået ud i 4. runde, KF = Slået ud i kvartfinalen, SF = Slået ud i semifinalen, TF = Tabende finalist, V = Vinder